# 扎克·古爾德福德
扎克·古爾德福德（英語：Zac Guildford；1989年2月8日—）是一位新西蘭橄欖球運動員。他是新西蘭國家橄欖球隊的一員，代表新西蘭參加了2011年世界盃橄欖球賽。